# Karlsberg (Harrislee)
Karlsberg (seltener auch: Carlsberg; dänisch Carlsbjerg) ist ein Ort der Gemeinde Harrislee. Die Streusiedlung liegt an der deutsch-dänischen Grenze bei Krusau, inmitten des Krusau-Tunneltals, entlang des dortigen Karlsbergweges.

## Hintergrund
Namensursprung und Alter des kleinen Ortes Karlsbergs sind unklar. Das südwestlich von Karlsberg gelegene Niehuus entstand schon im 14. Jahrhundert und das östlich von Karlsberg gelegene Kupfermühle entstand offenbar im 17. Jahrhundert. In früher Zeit wurde der Karlsbergweg, der Niehuus, Karlsberg und Kupfermühle miteinander verbindet, offenbar auch Karlsberger Weg genannt.
Die Backsteinproduktion hatte schon seit dem Mittelalter an Bedeutung im Raum an der Flensburger Förde gewonnen. Vermutlich seit dem 18. Jahrhundert bestand auch am Karlsbergweg eine Ziegelei. Nach der Volksabstimmung in Schleswig, im Jahr 1920, wurde die heutige deutsch-dänische Grenze eingerichtet. In Folge entstand 1922 östlich von Karlsberg, am Klueser Wald, die Zollsiedlung. Im Jahr 1876 wurde die schon erwähnte Ziegelei vom Parzelisten Georg Lachsmund aus Mecklenburg gekauft. In diesem Zusammenhang wurde die besagte Ziegelei Krim erstmals schriftlich erwähnt. Die Ziegelei Krim stellte 1931 ihren Betrieb ein und wurde ein Jahr später abgebrochen. Der Name „Krim“ blieb danach auf einigen Gemeinde- und Stadtkarten der Gegend als Flurname erhalten.
Die Streusiedlung am Karlsbergweg besteht heute aus mehr als zehn Gebäuden. Unweit, daneben liegt, an der Straße Neuwaldeck, am nördlichen Rand von Niehuusfeld, beim Klueser Wald, noch ein besonders großer Hofkomplex (Lage). In jüngerer Zeit wurde an Karlsberg entlang ein Wanderweg angelegt. In diesem Zusammenhang wurde eine Windharfe bei Karlsberg (Lage) aufgestellt. Die Landschaft bei Karlsberg zeichnet sich primär durch Felder und Wiesen aus. In einem Vorläuferbereich des Klueser Waldes, östlich bei Karlsberg, befindet sich zudem noch ein kleiner Teich (Lage).